# Der Condor

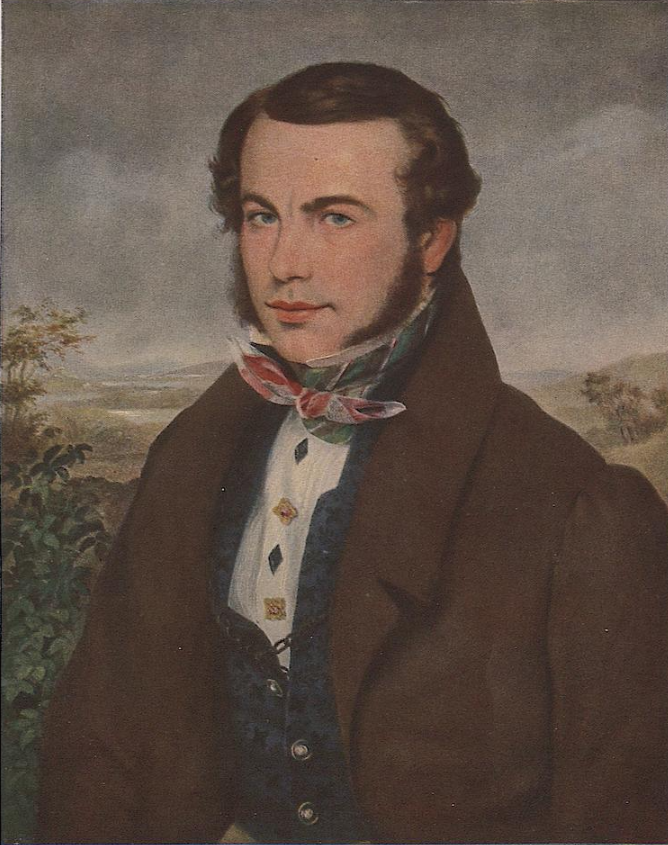
Adalbert Stifter. Porträt von Ferdinand Georg Waldmüller (1830)

Der Condor ist der Titel der ersten, 1840 publizierten und 1844 im 1. Band der „Studien“ veröffentlichten Erzählung Adalbert Stifters. Sie erzählt von der Liebe des jungen Wiener Malers Gustav zu der um Emanzipation bemühten Cornelia und thematisiert den Konflikt zwischen früher Bindung und künstlerischer bzw. persönlicher Reifung.

## Überblick
Der junge, unbekannte Maler Gustav ist vom Land nach Wien gezogen und verdient seinen Lebensunterhalt mit Zeichenunterricht. Er verliebt sich in seine gleichaltrige Schülerin Cornelia, die er in ihrem großbürgerlichen Landhaus unterrichtet. Zu Spannungen zwischen ihnen kommt es, als er ihr von einem Ballonflug über die Alpen abrät, den die junge Frau unternehmen will, um ihre Emanzipation zu beweisen. Als der Termin gekommen ist, beobachtet Gustav in einer Mondnacht ängstlich den Himmel und sieht für einen Augenblick die vorbeischwebende Kugel (Kap. 1). Der Flug über den Wolken ist für Cornelia ein desillusionierendes Erlebnis und muss vom englischen Piloten wegen ihrer Ohnmacht abgebrochen werden (Kap. 2). Nach ihrer Erholung nimmt sie den Kontakt zum Maler wieder auf (Kap. 3). Sie gesteht ihm ihre Fehleinschätzung und er erklärt ihr seine Liebe, die sie erwidert. Doch das Glück hält nur einen Augenblick an. Gustav ist unsicher, ob seine Gefühle andauern werden. Er ist inzwischen in einem Entwicklungssprung zum selbstbewussten Mann geworden, der auf Reisen gehen und sich als Künstler entfalten will. Cornelia, deren Flugversuch gescheitert und die ins häusliche Leben zurückgekehrt ist, hat sein Genie erkannt und versteht ihn. Sie legt ein Gelübde ab, ihn immer zu lieben, und hofft auf seine Reifung zum großen Künstler. Sie hält ihren Schwur und betrachtet viele Jahre später (Kap. 4) in einer Ausstellung in Paris zwei seiner Bilder, die Mondnächte aus der Boden- und der Flugperspektive darstellen. Zu dieser Zeit sucht der Maler „fern, fern von ihr in den Urgebirgen der Cordilleren […] neue Himmel für sein wallendes, schaffendes, dürstendes, schuldlos gebliebenes Herz“.

## Inhalt
Die Erzählung ist in drei zeitliche Abschnitte unterteilt: Der Ballonflug Cornelias mit der „Condor“ aus den Perspektiven des Malers und Cornelias (Kap. 1 und 2). Die komplizierte Liebesbeziehung Gustavs und Cornelias (Kap. 3). Die Ausstellung von zwei Bildern Gustavs in einem Atelier Paris (Kap. 4).

### 1. Nachtstück
In einer Junimondnacht beobachtet der 22-jährige, aber noch wie ein kaum 18-jähriger Knabe aussehende, aus ärmlichen ländlichen Verhältnissen in die Großstadt zugezogene Maler Gustav R. aus seiner Wiener Dachstube den Himmel und wartet auf einen vorbeifliegenden Ballon. Im stummen Gespräch mit dem Kater Hinze seiner Mietsfrau beschreibt er in der „Nachtstille“ das Firmament und die Wanderung des Mondes und der Wolken über den Türmen und Dachspitzen der Stadt. Erst in der Morgendämmerung sieht er mit seinem Fernrohr für wenige Augenblicke eine dunkle Kugel mit dem an unsichtbaren Fäden hängenden Schiffchen vorbeischweben. Sein Ausruf: „Cornelia, armes verblendetes Kind! Möge Gott dich retten und schirmen! […] lebe wohl, du mein Herz, - dann kanntest du und liebtest du das schönste, großherzigste, leichtsinnigste Weib!!“ deutet seine Beziehungssituation zur Luft-Passagierin an.

### 2. Tagstück
Am Morgen nach der durchwachten Nacht sinnt Gustav über seine Leidenschaft zu Cornelia nach: „Die Liebe ist ein schöner Engel, aber oft ein schöner Todesengel für das gläubige, betrogne Herz.“ Zu dieser Zeit reist die „kühne Cornelia“, in Pelze eingehüllt, mit dem jungen Piloten Richard, einem englischen Lord, und seinem ergrauten wissenschaftlichen Famulus Coloman den Wolken entgegen, die hier oben weißschimmernden Eisländern gleichen. Mit diesem Flug über die Alpen in Richtung Mittelmeer will Cornelia „erhaben sein […] über ihr Geschlecht, und gleich den heldenmütigen Söhnen derselben den Versuch wagen, ob man nicht die Bande der Unterdrückung sprengen möge“. Zumindest will sie ein „Beispiel aufstellen […], dass auch ein Weib sich frei erklären könne von den willkürlichen Grenzen, die der harte Mann seit Jahrtausenden um sie gezogen hatte – frei, ohne doch an Tugend und Weiblichkeit etwas zu verlieren.“ Doch nach einer halben Stunde des Flugs wird alles anders, als sie sich gedacht hat: „Der Begriff des Raumes [fängt] an mit seiner Urgewalt zu wirken.“ Für Cornelia ist alles fremd und „die vertraute Wohnlichkeit“ kleiner Fleckchen der Erde, die „wir Heimat nennen“ nicht mehr sichtbar. Um das Schiff wallen weithin „weiße, dünne sich dehnende und regende Leichentücher- von der Erde gesehen - Silberschäfchen des Himmels. Zu diesem Himmel [flieht] nun ihr Blick – aber siehe, er [ist] gar nicht da: das ganze Himmelsgewölbe, die schöne blaue Glocke unserer Erde, [ist] ein ganz schwarzer Abgrund geworden, ohne Maß und Grenze in die Tiefe gehend – jenes Labsal, das wir unten so gedankenlos genießen, [ist] hier oben völlig verschwunden, die Fülle und Flut des Lichts auf der schönen Erde.“ Und die Sonne „glotzt[-] mit vernichtendem Glanze aus dem Schlunde.“ Man fliegt „mit fürchterlicher Geschwindigkeit“ im Passatstrom, wodurch das Schiff schief hängt und rüttelt. Außer der Sonne „[ist] nichts da, als die entsetzlichen Sterne, wie Geister, die bei Tage umgehen.“ Die Männer nehmen, unbeeinflusst von Cornelias kosmischem Schock, mit ihren Instrumenten Luftproben und messen Elektrizität, Windgeschwindigkeit und Flughöhe usw. Der „junge, schöne, furchtbare Mann, deucht[-] es ihr, [schießt] zuweilen einen majestätischen Blick in die großartige Finsternis und spielt[-] dichterisch mit Gefahr und Größe.“ Cornelia wird schwindelig und sie schaut mit wahnsinnigen Augen um sich. Als Blut aus ihrer Nase tropft und sie ohnmächtig wird, entschließt sich der Pilot, umzukehren und die Flughöhe zu verringern. Coloman reagiert auf den Abbruch der teuren Unternehmung mit einem „Blick voll strahlenden Zornes“ und ruft, er habe es ja gleich gewusst: „[D]as Weib erträgt den Himmel nicht.“

### 3. Blumenstück
Einige Zeit nach der Luftfahrt wird der Künstler wieder von seiner Malschülerin in ihr großzügiges Landhaus gerufen. Die Amme warnt ihn bei seinem Eintreten: „Sie muss fürchterliche Dinge gesehen haben, sie muss sehr weit, sehr weit gewesen sein, denn drei Tage und Nächte dauerte die Rückreise. Die Reise hat sie verändert: sie ist jetzt sehr gut und sanft.“ Cornelia begrüßt ihn freundlich in einem weißen Atlaskleid und erklärt die lange Unterbrechung der Besuche mit ihrer Krankheit. Sie ist nicht zum Malen gekleidet und hat offenbar Schuldgefühle, ihn verletzt zu haben. Doch er sieht nicht, dass „ein leises Ding von Demütigung oder Krankheit in ihrem Wesen zitterte – sein Herz [liegt] gebannt in der Vergangenheit, sein Auge [ist] gedrückt und trotzend.“ Sie versucht die Anspannung zu überbrücken, indem sie ihn an ihre gemeinsamen Studien erinnert, und erwartet von ihm eine Zuwendung. Aber er reagiert weiterhin verletzt und meint, symbolträchtig, inzwischen seien auf ihrem Bild die Farben verdorrt. Darauf fordert sie ihn mit einem „tiefen Unmutsblitz“ auf: „Malen wir“. Es entwickelt sich eine wortkarge Unterrichtsstunde. Er korrigiert sie kühl und ruhig. Sie malt immer weiter und sieht nicht seinen „leisen heißen Schmerz“.
Der Erzähler analysiert den Beziehungsverlauf: Der „Geist des Zwiespalts […] anfangs als ein so kleines, wesenloses Ding, dass sie es nicht sehen […] wie es dann heimlich wächst und endlich als unangreifbarer Riese wolkig, dunkel zwischen ihnen steht: so wars auch hier“ ist zwischen ihnen. Anfangs träumte er, „als zittere auch in ihr der Anfang jenes heißen Wesens, das dunkel über seiner Seele lag […] aber dann war ihr Stolz wieder da, ihr Freiheitsstreben, ihr Wagen – alles, alles so ganz anders, als ihm sein schüchtern wachsendes, schwellendes Herz sagte, dass es sein solle.“ Und nun stand er da, als „Einer, der verachtet […] und er dachte, er hasse dieses Weib recht inbrünstiglich!“
Plötzlich hört Cornelia auf zu malen und fängt an zu weinen und Gustav wendet sich ihr liebevoll zu. Daraufhin spricht sie den Konflikt zwischen ihnen an und erinnert ihn an ihr Gespräch über ihr, „den Männern nachgebildetes Leben“. Er erwidert, sein damaliger Freundesrat sei „Torheit, Anmaßung“ gewesen. Doch sie erklärt ihm, alles werde anders werden, sie sei „doch nur ein armes, schwaches Weib“, dem man gesagt habe, „sie [ertrage] den Himmel nicht.“ Jetzt erst entdeckt sie seine Wandlung: es schaut[-] sie nicht mehr ein Knabengesicht, sondern ein gespanntes, ernstes Männerantlitz an, „schimmernd in dem fremden Glanze des tiefsten Fühlens“. Auch sie ist verändert. Ein Blick der tiefen Demut „hingegeben, hilflos, willenlos.“ Sie küssen sich und „[d]er seligste Augenblick zweier Menschenleben [ist] gekommen, und – vorüber“ Gustav kann an das neue Glück nicht glauben, vielleicht sei es nur ein Moment, ein Blitz, und er entschließt sich „wie ein starker Mann“, sogleich seine vorgenommene Reise anzutreten. Draußen wäre „eine andere Welt, andere Bäume, andere Lüfte – und [er] ein anderer Mensch“. Er würde ihr gerne sagen, „welch ein wundervoller Sternenhimmel in [seinem] Herzen ist, so selig, leuchtend, glänzend, als sollt [er] ihn in Schöpfungen ausströmen, so groß, als das Universum selbst“, und „wie grenzenlos, wie unaussprechlich, und wie ewig“ er sie liebt, aber er kann es nicht.
Cornelia versteht Gustav. Zwar im gleichen Alter wie er, erkennt sie ihre unterschiedlichen Entwicklungsstufen. Er steht erst, im Gegensatz zu ihr, am Anfang eines Reifungsprozesses als Mensch und als Künstler. Sie hatte die Liebe „vorzeitig aus ihm gelockt“. Sie sieht ihn „schimmernd schon von künftigem Geistesleben und künftiger Geistesgröße, und doch […] unbewusst der göttlichen Flamme, Genie, die um seine Scheitel spielt[-]“ und „sie meint[-] zu arm zu sein, um dieses Herz lohnen zu können“. Als er sich verabschiedet, hat sie nicht den Mut, ihn zu bitten, die Reise zu verschieben, und er hat nicht den Mut, zu bekennen, dass er lieber hier bliebe.
Cornelia legt nach ihrer Trennung vor einem Marienbild ein Gelübde ab, sie wolle „ein demütig schlechtes Blümchen […] hinfort sein und bleiben, das er mit Freuden an sein schönes Künstlerherz stecke, damit er dann wisse, wie unsäglich [sie] ihn liebe und ewig lieben werde.“
Der Erzähler schließt seine Geschichte mit der offenen Frage nach der Zukunft der beiden: „Ach, ihr Armen, kennt ihr denn die Herrlichkeit, und kennt ihr denn die Tücke des menschlichen Herzens?“

### 4. Fruchtstück
Einige Jahre später, über die Zwischenzeit liegen ihm keine Informationen vor, besucht der Erzähler in Paris eine Ausstellung in einem Salon, die in Fachkreisen großes Aussehen erregt. V. a. zwei Bilder eines unbekannten Künstlers werden diskutiert und man spekuliert, ob der Name im Katalog „Gustav R.“ das Pseudonym eines berühmten Malers ist. Doch der Erzähler erkennt den Wiener Maler in zwei Mondnächte-Bildern mit Katzen: „[S]o dichterisch, so gehaucht, so trunken.“ Auf dem einen sieht man eine große Stadt mit einem Gewimmel von Gebäuden, im Mondlicht schwimmend, von oben, auf dem anderen eine Flusspartie in einer „schwülen, elektrischen, wolkigen Sommernacht“. Der Erzähler kommentiert: „Also auf diese Weise ist dein Herz in Erfüllung gegangen und hat sich deine Liebe entfaltet.“ Eine Dame betrachtet die Bilder so lange, bis die Galerie geschlossen wird.
Nach Jahren erst erfährt der Erzähler, dass die Betrachterin Cornelia war: „Am Abend saß sie allein in ihrem verdunkelten Zimmer in der Straße St. Honoré und vergoss hilflos siedende Tränen […] die ihr fasst das lechzende Herz zerdrücken wollten […] aber es war vergebens […] Gelassen und kalt stand die Macht des Geschehenen vor ihrer Seele, und war nie und nimmermehr zu beugen – und fern, fern von ihr in den Urgebirgen der Cordilleren wandelte ein unbekannter, starker, verachtender Mensch, um dort neue Himmel für sein wallendes, schaffendes, dürstendes, schuldlos gebliebenes Herz zu suchen.“

## Rezeption
Stifters in den 1830er Jahren entstandener Erstling wurde in der Rezeption im Laufe der Zeit unterschiedlich interpretiert. Dabei stehen Themen wie Künstlertum, Emanzipation, technisches und humanistisches Menschenbild und die Liebe zwischen Partnern aus unterschiedlichen sozialen Klassen im Zentrum der Analysen und Bewertungen.
Die zeitgenössischen Rezensionen werteten die Erzählung überwiegend als literarisches Pamphlet gegen die Emanzipation der Frau, weil sich die weibliche Protagonistin aus dem Großbürgertum über die Geschlechterkonventionen erhebt, indem sie eine Ballonfahrt „in den höchsten Aether“ wagt, und dabei scheitert – ebenso wie auch die klassenübergreifende Liebe zum jungen unbekannten Maler Gustav scheitert. Dieser Deutung schloss sich die literaturwissenschaftliche Forschung überwiegend, wenn auch mit Ausnahmen, an und las den Text als reaktionäre Sicht der traditionellen Weiblichkeitsvorstellung.
Die neuere Forschung beurteilt Stifters Erzählung differenzierter. Z. B. kritisiert Blome die emanzipationskritische Einordnung des „Condor“ als zu einseitig: Zwar sei es paradox, dass die Frau den kosmischen Narrativen der Erzählung entsprechend den Aufstieg im Ballon wagen, andererseits dem bürgerlichen Modell von Weiblichkeit gemäß auf dem Boden ihrer ‚Geschlechtsnatur‘ verharren solle. Es sei jedoch oft übersehen worden, dass Stifters Text vor allem von individuellen Veränderungsprozessen erzählt. Der Text lasse die Komplexität, Mehrdimensionalität und auch Fluidität von Geschlecht erahnen. Auffallend sei das Moment der Dynamik, der Bewegung und damit auch der Veränderung von Geschlechterkonstellationen – und zwar zum einen durch zeitlich bestimmte Verlaufsformen und zum anderen in Hinblick auf differente und wechselseitige Perspektivierungen von Geschlecht bzw. der jeweiligen Beleuchtung der Individuen. Nicht nur Geschlecht verändere sich, sondern auch Gleiches erscheine, bereits am Anfang der Erzählung, unterschiedlich, z. B. sei die Wahrnehmung einzelner Figuren durch die Beleuchtung des Mondes verschieden. Eine weitere Differenzierung ergebe die Betrachtung der geschlechterübergreifenden Prozesse der Adoleszenz bei den jungen Protagonisten in Abhängigkeit von der sozialen Herkunft. In Stifters Erzählwerk werde die männliche Adoleszenz häufig durch sozial höher gestellte Frauen flankiert, die den Identitätsbildungsprozess der jungen Männern initiieren oder als Katalysatoren fördern. Im „Condor“ sei jedoch die Persönlichkeit Cornelias ebenso wenig stabil wie die Gustavs, sondern stehe im Prozess der Verwirrung. So verstanden stelle Cornelias Ballonfahrt einen „Versuch“ dar.
Entsprechend verunsichert ist der junge Maler Gustav. Auch am Ende der Erzählung sucht er in Südamerika offensichtlich noch immer seinen Weg. Stifter fokussiere Fragen nach der Künstlerexistenz als Symbol der Widersprüche der Moderne: Nach romantischem Vorbild leiden die Maler und Dichter-Helden der ersten veröffentlichten Erzählungen (Haidedorf, Der Condor, Feldblumen) am Riss zwischen Ich und Welt, den Forderungen des Herzens und den Bedingungen der äußeren Wirklichkeit, würden aber zum Verzicht auf ihre individuellen Ansprüche gebracht oder erzogen.
Andere Forscher sehen das Emanzipationsproblem geschlechterübergreifend: Es gehe Stifter nicht um die Fortsetzung des jungdeutschen Plädoyers für konkrete Möglichkeiten der gesellschaftlichen Befreiung der Frau, sondern um die umfassende Grenzerweiterung der subjektiven Bewusstseinsproblematik. Staiger ersetzt in seiner Interpretation sogar das Wort „Weib“ durch „Mensch“: „Der Mensch erträgt den Himmel nicht.“ und reduziert so Stifters Aussage auf einen Kernspruch biedermeierlich-ehrfürchtiger Bescheidungsideologie. In diesen Kontext könnte die Weltraumerfahrung mit dem „Condor“ eingeordnet werden. Anders als in Jean Pauls „Des Luftschiffers Giannozzo Seebuch“, das oft als Vorbild für das Frühwerk Stifters genannt wird, sind die kosmischen Bezüge mit einem existentiellen Erschrecken verbunden. Nach Preisendanz scheitert das Ertragen dieses Himmels nicht an der weiblichen Schwäche, sondern an dem Unvermögen, die ungeheuerliche Diskrepanz zwischen dem vertrauten und dem entfremdeten Bild theoretisch zu vermitteln. Hier bezieht Stifter naturwissenschaftliche Erkenntnisse seiner Zeit und Berichte über Ballonflüge mit ein.
Unterschiedliche Deutungen im Interpretationsspektrum könnten u. a. auf die heterogene Form der Erzählung mit plötzlichen Szenenwechseln und die darauf beruhende Mehrdeutigkeit einzelner Aussagen zurückzuführen sein, die mit der Entstehungsgeschichte der Erzählung zusammenhängen: Eine bereits früher verfasste Mondnachtbeschreibung wurde zum planetarischen Schaustück umgearbeitet. Das Hauptstück ist eine an romantischen Klischees und Jean Pauls Stilistik orientierte Künstlernovelle. Das letzte Kapitel ist ein skizzierter Almanachschluss. Uneinheitlich ist auch die Figur des Erzählers, der im ersten und letzten Kapitel als Herausgeber von Tagebuchaufzeichnungen Gustavs bzw. als Beobachter auftritt, während die anderen Kapitel zum großen Teil von einer Art auktorialem Erzähler vorgetragen werden.

## Adaptionen
- 1982: Hörspiel, frei nach Stifters Vorlage, von Fritz Rudolf Fries: Der Condor oder Das Weib erträgt den Himmel nicht. Versuch, August Strindberg in eine Novelle von Adalbert Stifter einzuführen,[34][35] Erstsendung: 21. Februar 1982 (51:36 Min.), Rundfunk der DDR, Regie: Horst Liepach, Komposition: Reiner Bredemeyer.

- 1983: Der Condor oder Das Weib erträgt den Himmel nicht. SDR-Hörspielbearbeitung,[36] Komposition: Matthias Thurow, Regie: Otto Düben, mit Hans Korte (Strindberg, ein Dichter), Hermann Lause (Coloman, ein Postbeamter), Sabine Wegner (Cornelia, ein junges Mädchen), Gisela Stein (Hyazinthe, eine ziemlich unerfahrene Frau), Marita Marschall (Gabriele, ein sehr junges Mädchen), Andreas Fischer (Ansager).

- Hörbuch:

Sprecher: Günter Sauer, SWR 2 Lesung (44 Min.), Hörbuch SWR Edition
Sprecher: Hans Jochim Schmidt, (59 Min), Hörbuchverlag Papenburg (Ems)

## Ausgaben und Literatur
- s. Werkausgaben
- s. Literatur